# Curculio albidus
Curculio albidus – gatunek chrząszcza z rodziny ryjkowcowatych.